# Halophiloscia ortschi
Halophiloscia ortschi is een pissebed uit de familie Halophilosciidae. De wetenschappelijke naam van de soort is voor het eerst geldig gepubliceerd in 1957 door Vandel.